# دائرة البيرين
دائرة البيرين إحدى دوائر ولاية الجلفة عاصمتها البيرين

## وصلات خارجية
- الجلفة انفو للاخبار
- الموقع الرسمي لولاية الجلفة
- الجريدة الالكترونية الجلفة للاخبار
- شبكة النايلي الشاملة